# Тальбо, Жан-Ги
Жозе́ф Озли́н Жан-Ги Тальбо́ (фр. Joseph Auseline Jean-Guy Talbot; 11 июля 1932, Кап-де-ля-Мадлен, Квебек, Канада — 23 февраля 2024, Труа-Ривьер, Квебек, Канада) — канадский профессиональный хоккеист и хоккейный тренер.

## Карьера игрока
Первым, кто оценил присоединившегося в 1954 году к «Монреаль Канадиенс» молодого защитника Жан-Ги Тальбо, был его коллега по амплуа, тогдашний капитан «Хабс» Эмиль Бушар. Как вспоминал позже сам Тальбо, «Он сказал мне: парень, ты займёшь мое место. Меня уже не будет в клубе в следующем году». Слова великого хоккеиста, позже ставшего не только одноклубником, но и другом Тальбо, оказались пророческими: в обороне «Канадиенс» 60-х годов Жан-Ги Тальбо сыграл не меньшую роль, чем сам Эмиль Бушар — в 40-е и 50-е года, хотя и играл в совершенно ином стиле, позже, в 70-е года, ставшем образцом для защитников «Монреаля»: активно подключаясь к атакам команды и используя силовые приёмы, чтобы остановить нападающих соперника. Жан-Ги Тальбо защищал цвета «Канадиенс» 13 сезонов, выиграв за это время 7 Кубков Стэнли (Всего девяти хоккеистам в истории лиги удалось добиться большего успеха).
В 1967 году, во время первого расширения НХЛ, Жан-Ги Тальбо был выбран на драфте расширения «Миннесотой», но к команде из Миннесоты присоединился только в конце сезона: «Норт Старз», выбрав Тальбо, почти сразу обменяли его в «Детройт». В Детройте защитник не задержался, уже через 3 месяца перейдя в «Сент-Луис». Доиграв сезон в «Миннесоте», в межсезонье Жан-Ги Тальбо вернулся в «Сент-Луис». В последующие 2 сезона Жан-Ги Тальбо дважды доходил с «Блюзменами» до финала Кубка Стэнли, но оба раза на пути «Сент-Луиса» вставал «Монреаль», чьи цвета совсем недавно защищал хоккеист.
В начале сезона 1970-71 годов Жан-Ги Тальбо перешёл в «Баффало», где по окончании сезона и завершил свою карьеру.

## Тренерская карьера
Сразу же по окончании карьеры хоккеиста Жан-Ги Тальбо начал карьеру тренера, возглавив клуб Западной хоккейной лиги «Денвер Спёрс». В Денвере начинающий тренер отработал полтора сезона и завоевал с командой Кубок Лестера Патрика — единственный трофей в недолгой истории клуба. По ходу сезона 1972-73 годов Жан-Ги переехал из Денвера в Сент-Луис: его пригласили занять вакантный пост главного тренера «Блюз». «Блюзменами» Тальбо руководил чуть более года: незадолго до окончания следующего сезона Жан-Ги был уволен со своего поста и вернулся в тренерский штаб «Денвера», который возглавлял до самого расформирования команды в 1976 году. В сезоне 1977-78 годов Жан-Ги Тальбо возглавлял «Нью-Йорк Рейнджерс», но после поражения команды в первом раунде плей-офф контракт с ним был расторгнут.
Дальнейшая жизнь бывшего защитника не была тесно связана с профессиональным хоккеем.

## Достижения
- Как игрок:

Обладатель Кубка Стэнли (7): 1956-60, 1965, 1966
Участник Матча всех звёзд (7): 1956-58, 1960, 1962, 1965, 1967
- Как тренер:

Обладатель Кубка Лестера Патрика: 1972

## Интересные факты
- Номер 17, под которым Жан-Ги выступал в «Монреале», он взял в честь и по совету бывшего защитника «Канадиенс» Кена Риэрдона, который будучи генеральным директором «Шавиниган Фоллс Катарактес», порекомендовал «Монреалю» взять Тальбо[3].
- Именно Жан-Ги Тальбо был игроком, столкновение с которым прервало хоккейную карьеру Скотти Боумэна. Это случилось 6 марта 1952 года (по другим источникам — 7 марта 1951 года[4]) в матче Юниорской хоккейной лиги Квебека. Тальбо, всегда отзывавшийся от произошедшем, как о несчастном случае, позже посетил Боумэна в больнице и принёс ему свои извинения[3]. Хоккейная судьба ещё дважды сводила Тальбо и Боумэна: в 1967 году Жан-Ги стал игроком «Сент-Луиса», который тренировал Боумэн, и дважды доходил с «Блюз» до финала Кубка Стэнли, а пять лет спустя, в 1972 году, Тальбо сам стал преемником Боумэна на посту главного тренера «Блюзменов».